# Stranding
Ved stranding forstås den situation hvor et skib - med eller uden tilhørende besætning - enten utilsigtet driver på land eller med vilje sættes på land. Stranding var især en problem i sejlskibenes tid men er også forekommet i nyere tid.

## Forsætlig stranding
Forsætlig stranding eller landsætning kan forekomme, hvis et skib har lidt skade, og besætningen forsøger at redde skibets last (og eventuelt skibet selv) ved at sætte det på grund. I det 19. århundrede regnede man med, at omkring halvdelen af alle strandinger på den jyske vestkyst var forsætlige strandinger. Det er imidlertid ikke tilladt forsætligt at sætte skib på grund med henblik på at opnå behandling af vraget efter reglerne om strandet gods (kunstig stranding), medmindre man forinden har fået justitsministeriets tilladelse. Denne bestemmelse skal ses i lyset af, at i sejlskibsfartens absolut sidste tid, fandt indbyggerne langs kysten i Thy på at opkøbe skibe, der blev sat til salg med henblik på ophugning, bringe dem til kysten nær deres bolig, forsætligt strande dem og derefter stykke for stykke at splitte dem ad og bringe træet fra skibet i land for at bruge det til deres boliger. Det var ikke mindst skibe fra det sydlige Norge, ikke mindst Arendal, der især i årene 1886 og 1887 led denne skæbne.
For at standse denne virksomhed blev der ved lov nr. 85 af 30. april 1909 som tillæg til Strandingsloven bestemt, at kunstig stranding fremover krævede justitsministeriets tilladelse.

## Utilsigtet stranding

### Romerriget
Strandinger har eksisteret til alle tider, og allerede tidligt har der været tiltag for at regulere dem. Karakteristisk nok drejede de tidligste reguleringer sig om havarerede og strandede skibes ladninger. Den oprindelig holdning synes at have været, at det var finderens ret at gøre brug af alt, hvad der drev i havet, herunder både skibsvrag, deres ladninger og deres besætninger. Denne opfattelse blev første gang søgt bekæmpet af Romerriget, som forsøgte at kriminalisere den. Senere, efter Romerrigets sammenbrug, forsøgte blandt andet Karl den Store at sikre søfarende købmænds rettigheder, og noget senere indgik den engelske konge Æthelred og den norske konge Olav Tryggvason en aftale, ifølge hvilken søfarende handlende både beholdt retten til eget liv og til skibsladningen for så vidt de selv var i stand til at bjærge den.

### Middelalderen
Ved middelalderens begyndelse fremtrådte konger og andre herskere, som dels forsøgte at hævde ejendomsretten til alle strande, dels at hævde ejendomsretten til alt gods, der måtte drive i land ved deres kyster. Blandt de lande, som var tidligst ude, var Danmark, hvor kongens strandret blev hævdet allerede i begyndelsen af 1100-tallet, Sverige og Norge, hvor kongens ret blev hævdet fra 1278. På Island tilkom retten derimod de jordejere, der hævdede ejendomsret til stranden. De islandske regler herom blev fastlagt i Grágás, den islandske fristats lovsamling. Det blev her bestemt, at enhver fri mand havde ret til det gods, som drev i land på den strand, der tilhørte ham, men arvinger efter omkomne kunne gøre arvekrav gældende, og de endelige afgørelser herom blev i så fald truffet på Altinget. For at kompensere folk, der tidligere havde kunnet tilegne sig vraggods, blev der indført en ordning, hvorefter findere eller andre, som reddede vraggods, skulle have ret til en kompensation i form af findeløn eller løn for arbejdet med at redde godset. Denne kompensation blev i første omgang en andel af det reddede vraggods værdi. I Nordeuropa var det på korstogenes tid et vejledende princip, at finderen skulle have ⅓, kongen ⅓ og ejeren ⅓, men senere blev disse andele regulerede, idet finderens andel var faldende, hvilket gjorde kystboere mindre motiverede til at yde strandede skibe nødhjælp. I Danmark indførtes sådanne regler i Jyske Lov, Eriks Sjællandske Lov og Skånske Lov. Karakteristisk for disse bestemmelser var, at den del, som tilfaldt Kronen, kunne udleveres mod betaling af bjærgeløn. Sideløbende med de generelle ordninger fandtes afvigelser, fx kunne kongen overdrage sin strandret til kirker og købstæder kunne få tillagt ret til, at strandinger indenfor en nærmere angivet omkreds ikke skulle anses som vrag.

### Renæssancen og senere
Først i renæssancen begyndte man at gøre tiltag for at modvirke strandinger. Således lod Frederik II i 1580 foranledige etablering et fyr langs sejlruten mellem Skagen og Falsterbo for at gøre sejladsen sikrere.

### 1800-tallet
I 1836 blev det ved Frederik VIs strandingsforordning pålagt myndighederne at registrere en række oplysninger omkring strandinger, således tidspunkt for anmeldelse, skibets tilstand, årsager og lignende, desuden oplysninger om bjergningsmandskabet samt om det bjergede gods for at sikre, at der ikke skete uretmæssige tyverier.

### Strandingsloven
Allerede i middelalderen blev der udviklet regler om, at folk, der bjergede gods fra strandede skibe, havde krav på bjærgeløn. Sådanne bestemmelser fandtes blandt andet i Danmark fastlagt af Christian II i 1521 og i Sverige fandtes lignende regler i Strängnäs' privilegier fra 1523.
Efterhånden udvikledes der sig den praksis, at myndighederne lod oprette bjærgelav langs de kyststrækninger, hvor strandinger jævnlig forekom, det vil sige oprettelsen af mere eller mindre professionelle redningsmandskaber, der havde offentlig tilladelse til at yde redningsindsats og bjærge et standet skibs ladning. Mens private ikke var forpligtet til at bjærge et skibs ladning og heller ikke måtte borde et strandet skib uden tilladelse fra skibets befalhaver, var bjærgelav forpligtede til efter evne at redde skibets gods, naturligvis mod betaling for den ydede indsats. Bjærgning af et skib var kun tilladt for den, der havde rettighederne over skibet, eller når der forelå en særligt tilladelse fra marineministeriet hertil.
I Danmark blev en endelig ordning for bjærgelav først fastlagt ved strandingsloven af 10. april 1895, og loven fastlagde i det hele de ordninger, der skulle være gældende om indsatser for at redde strandede skibe, deres besætninger og deres ladninger, og disse bestemmelser har men mindre ændringer været gældende lige siden lovens første vedtagelse.
For så vidt angår redning af menneskeliv påhviler det enhver at yde størst mulig hjælp, dog "uden fare for liv eller helbred", herunder ved at stille dertil egnet udstyr til rådighed for redningsarbejdet, idet man er berettiget til kompensation herfor. Skibbrudne har ret til at få husly og nyde kost og pleje, idet der skal betales erstatning herfor.

### Bjærgelav
Om bjærgelav bestemmer loven, at sådanne kan oprettes, hvis der i et område findes mindst 60 duelige mænd, der er villige til at påtage sig dette arbejde, men mindstegrænsen kan afviges, hvis politimesteren finder, at der er grundlag for dispensation. Bjærgelavet skal have en eller flere forbjærgere, og der skal fastlægges en af politimesteren godkendt vedtægt for bjærgelavet. I de områder, hvor der findes bjærgelav, har lavet pligt til fra land at yde den bistand, der måtte blive anmodet om, idet det er forbeholdt det strandede skibs repræsentant at beslutte, om også andre end bjærgelavets medlemmer må deltage i arbejdet for at bringe skibet flot. Ligeledes er det også skibets repræsentant, der har eneretten til at beslutte, om der er behov for hjælp eller ej.
Ordningen med sådanne bjergelav betød især i ældre tid, at lokalbefolkningen i visse områder, blandt andet i Skagen, kunne opnå en betydelig ekstraindkomst i forbindelse med strandinger. Det gjaldt også for byfogeder og strandingskommissærere.

### Strandfogeder
Strandingsloven bestemmer, at det overordnede ansvar i tilfælde af stranding hørte under den lokale politimyndighed, idet der indenfor politimyndighedens område skunne udpeges en eller flere strandfogeder med ansvar for større eller mindre distrikter indenfor området. Når et skib var strandet, påhviler det strandfogeden at tilbyde de nødlidte hjælp for at redde både besætning og ladning, herunder skal strandfogeden tage kontakt til nærmeste redningsstation for, at denne kan yde denne hjælp.
Ifølge strandingsloven er det strandfogeden, der har eneansvaret for bjærgning af løst gods, vrag eller vragstykker, der inddriver på forstranden".

## Antal og omfang i Danmark
I forbindelse med indførelsen af et redningsvæsen i 1852, begyndte man også en systematisk registrering af strandinger i hele landet. I 1887 afleverede den såkaldte Havnekommission af 10. juli 1882 sin betænkning, hvori blandt andet blev foretaget en samlet opgørelse over strandinger i danske farvande og deres fordeling efter tid og sted. Denne redegørelse, der blandt andet omfattede en kortlægning, blev senere udgivet af forfatteren, kaptajn J.S. Hohlenberg, som et særtryk på engelsk omfattende tiden 1858-1885. Ifølge opgørelsen var der i denne periode indtruffet 6.316 strandinger hvoraf 2.833 med totalforlis af fartøjet.
Opgørelsen viste følgende fordeling efter sted:
| Farvand                                  | Strandinger i alt | Strandinger med skibsforlis | heraf sejlskibe | heraf dampskibe |
| ---------------------------------------- | ----------------- | --------------------------- | --------------- | --------------- |
| Jyllands Vestkyst                        | 1.523             | 1.172                       | 1.135           | 37              |
| Kattegat                                 | 1.797             | 762                         | 728             | 34              |
| Storebælt, Lillebælt, Øresund, Østersøen | 2.303             | 529                         | 519             | 10              |
| Bornholm og svenske kyster               | 693               | 370                         | 360             | 10              |
| I alt                                    | 6.316             | 2.833                       | 2.742           | 91              |

Tallene viste således, at selvom de fleste strandinger skete i de indre farvande, så var strandinger langs vestkysten ofte med langt alvorligere følger i form af totalforlis. Tallene viste også, at sejlskibe udgjorde den altovervejende del af de strandede skibe, men der forelå ikke oplysninger om den samlede skibsfart til at belyse forholdet mellem denne og strandinger eller om strandinger også var relativt oftere forekommende end for dampskibe, når den samlede skibsfart tages i betragtning.
Opgjort efter måned var fordelingen således:
| Måned     | Strandinger | Totalforlis |
| --------- | ----------- | ----------- |
| Januar    | 254         | 109         |
| Februar   | 243         | 121         |
| Marts     | 419         | 191         |
| April     | 579         | 211         |
| Maj       | 382         | 137         |
| Juni      | 239         | 55          |
| Juli      | 242         | 91          |
| August    | 330         | 129         |
| September | 494         | 204         |
| Oktober   | 985         | 489         |
| November  | 1.214       | 595         |
| December  | 935         | 501         |
| År        | 6.316       | 2.833       |

Generelt var antallet af strandinger voksende gennem 1800-tallet i kraft af en voksende skibsfart, og først fra begyndelsen af 1900-tallet begyndte omfanget at falde. Dog var der enkelte år, hvor omfanget var særlig stort, det gælder ikke mindst året 1872, hvor stormfloden også bidrog til at forøge omfanget af strandinger mærkbart.